# Corriere di Calabria e di Messina
Il Corriere di Calabria e di Messina è stata una testata giornalistica d'uscita quasi quotidiana (6 giorni a settimana) fondata a Reggio Calabria nel 1904. La testata in prima pagina riportava a grandi caratteri il titolo Corriere di Calabria, il quale era posto sopra la scritta, in caratteri più ridotti, e di Messina; il sottotitolo riportava politico quotidiano della sera.